# Brenderup Sogn
Brenderup Sogn ist eine Kirchspielsgemeinde (dän.: Sogn) im südlichen Dänemark. Bis 1970 gehörte sie zur Harde Vends Herred im damaligen Odense Amt, danach zur Ejby Kommune im  Fyns Amt, die im Zuge der  Kommunalreform zum 1. Januar 2007 in der „neuen“  Middelfart Kommune in der Region Syddanmark aufgegangen ist.

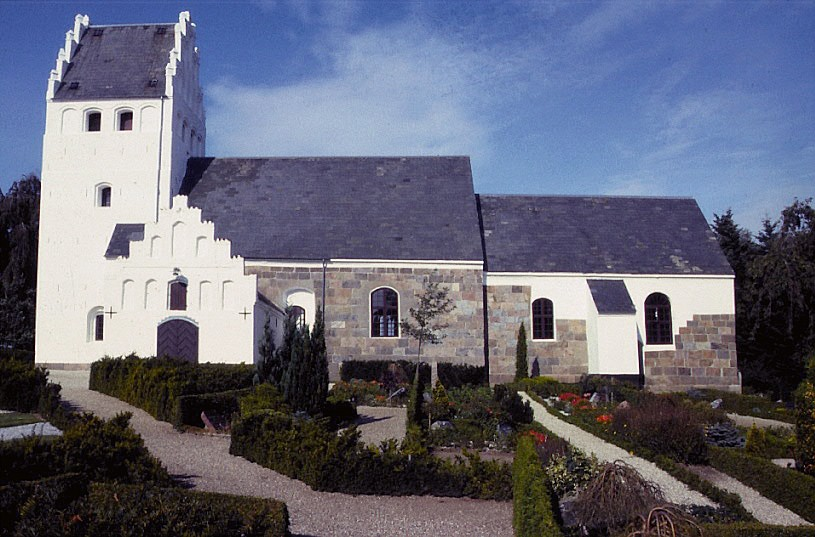
Brenderup Kirke

Im Kirchspiel leben 2307 Einwohner, davon 1434 im Kirchdorf (Stand:1. Januar 2023). Im Kirchspiel liegt die Kirche „Brenderup Kirke“.
Nachbargemeinden sind im Westen Asperup Sogn, im Südwesten Nørre Aaby Sogn, im Süden Fjelsted Sogn  und im Südosten Harndrup Sogn, ferner in der östlich benachbarten Nordfyns Kommune Hårslev Sogn und Ore Sogn.